# Lengenfeld (Vogtland)
Lengenfeld település Németországban, azon belül Szászország tartományban. Lakosainak száma 7084 fő (2023. december 31.). Lengenfeld Rodewisch és Treuen községekkel határos.

## Népesség
A település népességének változása:
| Lakosok száma | 7158 | 7118 | 6994 | 7013 | 7084 |
|               | 2017 | 2019 | 2021 | 2022 | 2023 |